# FK Vojvodina Novi Sad
FK Vojvodina (srbskou cyrilicí Фудбалски клуб Војводина Нови Сад) je srbský fotbalový klub, který sídlí ve městě Novi Sad a hraje nejvyšší srbskou soutěž. Klubové barvy jsou červená a bílá, přezdívky Lale (tulipány) nebo Stara Dama.

## Historie
Byl založen 6. března 1914, převzal podobu dresů od SK Slavia Praha. Hraje na Karađorđově stadionu pro 15 754 diváků, fanklub Vojvodiny se jmenuje Firma.

## Domácí soutěže
Dvakrát se stal mistrem Jugoslávie (1966, 1989), nejlepším umístěním v lize samostatného Srbska byla druhá příčka v roce 2009.
V sezoně 2013/14 vyhrála Vojvodina poprvé v historii srbský fotbalový pohár, když porazila ve finále tým FK Jagodina 2:0.

## Úspěchy v mezinárodním fotbale
- Čtvrtfinále PMEZ 1966/1967, kde těsně vypadli s pozdějším vítězem Celtic FC
- Čtvrtfinále Veletržního poháru 1967/68
- Vyhráli Středoevropský pohár 1977
- Byli ve finále poháru Intertoto 1998.

## Zajímavost
V sezóně 1985/1986 hrál za Vojvodinu slovenský fotbalista Milan Zvarík.

## Účast v evropských pohárech
| Sezóna  | Soutěž          | Kolo        |                  | Soupeř              | Doma | Venku | Celkem                    |
| ------- | --------------- | ----------- | ---------------- | ------------------- | ---- | ----- | ------------------------- |
| 1961–62 | Veletržní pohár | 1. kolo     | Itálie           | AC Milan            | 2–0  | 0–0   | 2–0                       |
| 1961–62 | Veletržní pohár | 2. kolo     | Řecko            | Iraklis Soluň       | 9–1  | 1–2   | 10–3                      |
| 1961–62 | Veletržní pohár | čtvrtfinále | Maďarsko         | MTK Budapešť        | 1–4  | 1–2   | 2–6                       |
| 1962–63 | Veletržní pohár | 1. kolo     | Východní Německo | Lokomotiva Lipsko   | 1–0  | 0–2   | 1–2                       |
| 1964–65 | Veletržní pohár | 1. kolo     | Bulharsko        | Lokomotiv Plovdiv   | 1–1  | 1–1   | 2–2 (0–2 dodatečný zápas) |
| 1966–67 | PMEZ            | 1. kolo     | Rakousko         | Admira Vídeň        | 0–0  | 1–0   | 1–0                       |
| 1966–67 | PMEZ            | 2. kolo     | Španělsko        | Atlético Madrid     | 2–0  | 1–3   | 3–3 (3–2 dodatečný zápas) |
| 1966–67 | PMEZ            | čtvrtfinále | Skotsko          | Celtic Glasgow      | 1–0  | 0–2   | 1–2                       |
| 1967–68 | Veletržní pohár | 1. kolo     | Portugalsko      | GD Fabril           | 1–0  | 3–1   | 4–1                       |
| 1967–68 | Veletržní pohár | 2. kolo     | Východní Německo | Lokomotiva Lipsko   | 0–0  | 2–0   | 2–0                       |
| 1967–68 | Veletržní pohár | 3. kolo     | Turecko          | Göztepe SK          | 1–0  | 1–0   | 2–0                       |
| 1967–68 | Veletržní pohár | čtvrtfinále | Itálie           | Bologna             | 0–2  | 0–0   | 0–2                       |
| 1968–69 | Veletržní pohár | 1. kolo     | Skotsko          | Glasgow Rangers     | 1–0  | 0–2   | 1–2                       |
| 1969–70 | Veletržní pohár | 1. kolo     | Polsko           | Gwardia Varšava     | 0–1  | 1–1   | 1–2                       |
| 1972–73 | Pohár UEFA      | 1. kolo     | Československo   | Slovan Bratislava   | 1–2  | 0–6   | 1–8                       |
| 1975–76 | Pohár UEFA      | 1. kolo     | Řecko            | AEK Athény          | 0–0  | 1–3   | 1–3                       |
| 1989–90 | PMEZ            | 1. kolo     | Maďarsko         | Honvéd Budapešť     | 2–1  | 0–1   | 2–2                       |
| 1996–97 | Pohár UEFA      | 1. předkolo | Severní Irsko    | Portdown FC         | 4–1  | 1–0   | 5–1                       |
| 1996–97 | Pohár UEFA      | 2. předkolo | Rakousko         | Grazer AK           | 1–5  | 0–2   | 1–7                       |
| 1997–98 | Pohár UEFA      | předkolo    | Norsko           | Viking FK           | 0–2  | 2–0   | 2–2 (4–5 pen)             |
| 1999–00 | Pohár UEFA      | předkolo    | Maďarsko         | Újpest FC           | 4–0  | 1–1   | 5–1                       |
| 1999–00 | Pohár UEFA      | 1. kolo     | Česko            | SK Slavia Praha     | 0–0  | 2–3   | 2–3                       |
| 2007–08 | Pohár UEFA      | 1. předkolo | Malta            | Hibernians FC       | 5–1  | 2–0   | 7–1                       |
| 2007–08 | Pohár UEFA      | 2. předkolo | Španělsko        | Atlético Madrid     | 1–2  | 0–3   | 1–5                       |
| 2008–09 | Pohár UEFA      | 1. předkolo | Ázerbájdžán      | Olimpik Baku        | 1–0  | 1–1   | 2–1                       |
| 2008–09 | Pohár UEFA      | 2. předkolo | Izrael           | Hapoel Tel Aviv     | 0–0  | 0–3   | 0–3                       |
| 2009–10 | Evropská liga   | 3. předkolo | Rakousko         | Austria Vídeň       | 1–1  | 2–4   | 3–5                       |
| 2011–12 | Evropská liga   | 2. předkolo | Lichtenštejnsko  | FC Vaduz            | 1–3  | 2–0   | 3–3 (a)                   |
| 2012–13 | Evropská liga   | 2. předkolo | Litva            | Sūduva Marijampolė  | 1–1  | 4–0   | 5–1                       |
| 2012–13 | Evropská liga   | 3. předkolo | Rakousko         | Rapid Vídeň         | 2–1  | 0–2   | 2–3                       |
| 2013–14 | Evropská liga   | 1. předkolo | Malta            | Hibernians FC       | 3–2  | 4–1   | 7–3                       |
| 2013–14 | Evropská liga   | 2. předkolo | Maďarsko         | Honvéd Budapešť     | 2–0  | 3–1   | 5–1                       |
| 2013–14 | Evropská liga   | 3. předkolo | Turecko          | Bursaspor           | 2–2  | 3–0   | 5–2                       |
| 2013–14 | Evropská liga   | 4. předkolo | Moldavsko        | FC Sheriff Tiraspol | 1–1  | 1–2   | 2–3                       |
| 2014–15 | Evropská liga   | 2. předkolo | Slovensko        | AS Trenčín          | 3–0  | 0–4   | 3–4                       |
| 2015–16 | Evropská liga   | 1. předkolo | Maďarsko         | MTK Budapešť        | 3–1  | 0–0   | 3–1                       |
| 2015–16 | Evropská liga   | 2. předkolo | Lotyšsko         | Spartaks Jūrmala    | 3–0  | 1–1   | 4–1                       |
| 2015–16 | Evropská liga   | 3. předkolo | Itálie           | Sampdoria Janov     | 0–2  | 4–0   | 4–2                       |
| 2015–16 | Evropská liga   | 4. předkolo | Česko            | Viktoria Plzeň      | –    | –     | –                         |